# Messapos (König von Sikyon)
Messapos (altgriechisch Μέσσαπος Méssapos) ist in der griechischen Mythologie ein König von Sikyon. 
Während seiner Regierung soll Josef über Ägypten geherrscht haben. Außerdem herrschten zu seiner Zeit Ogygos über Böotien und Belochus über Assyrien.
Eusebius von Caesarea schreibt ihm 47 Regierungsjahre zu. Pausanias kennt ihn nicht und lässt auf Leukippos direkt Peratos folgen. Augustinus von Hippo gibt an, dass manche Chronisten diesen König auch Kephisos nannten.